# Rallenkranich

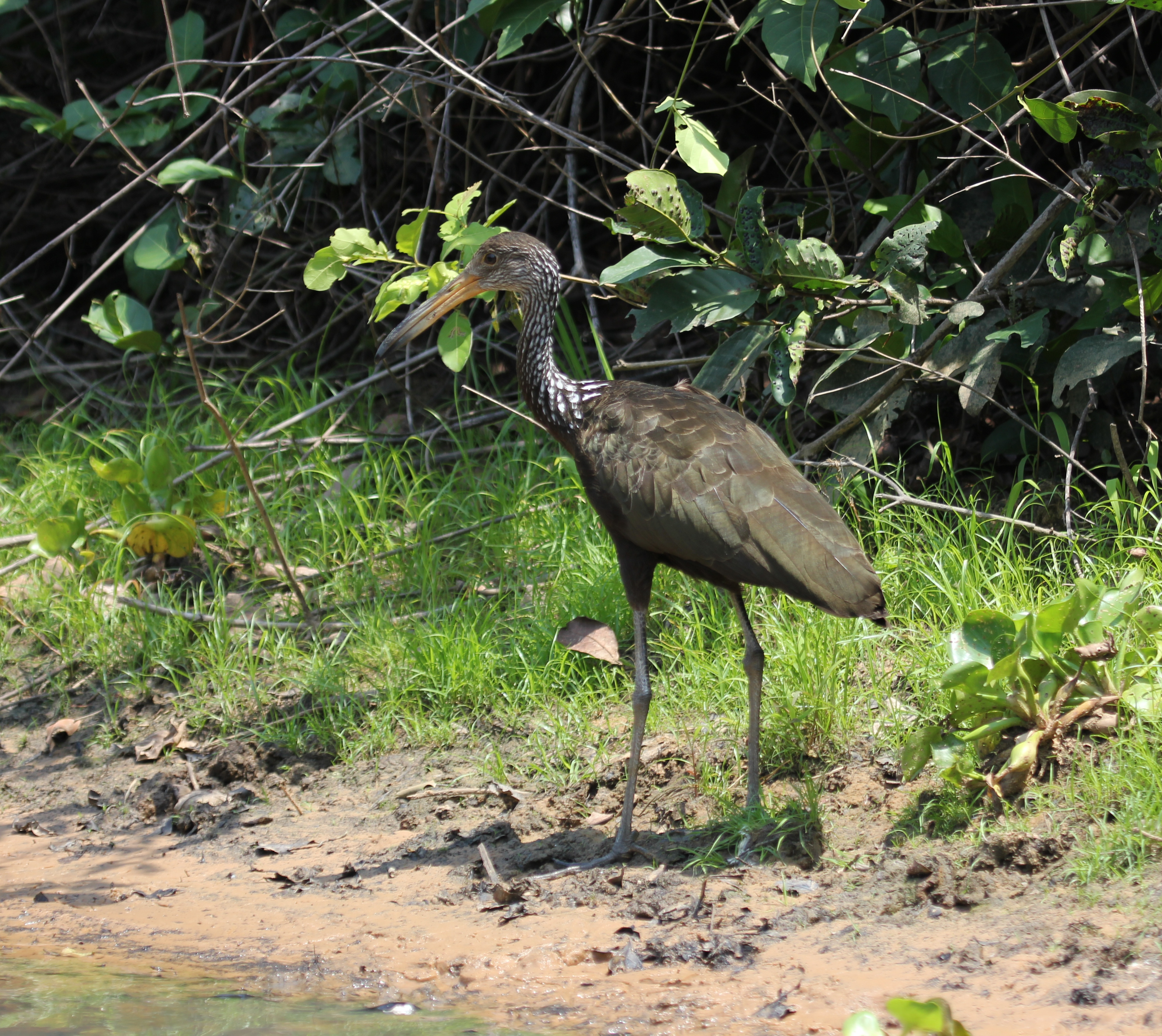
Der südamerikanischen Nominatform fehlt die weiße Zeichnung auf dem Rücken.

Der Rallenkranich (Aramus guarauna) ist eine in den tropischen und subtropischen Bereichen Amerikas lebende Vogelart aus der Ordnung der Kranichvögel und einziges Mitglied der Familie Aramidae. Der langbeinige Vogel frisst als Nahrungsspezialist vor allem Apfelschnecken. Sein Name rührt von seinem rallenähnlichen Verhalten und der sowohl Kranichen als auch Rallen ähnlichen Anatomie. Es werden vier Unterarten unterschieden. Die IUCN führt die Art als nicht gefährdet.

## Merkmale

### Körperbau

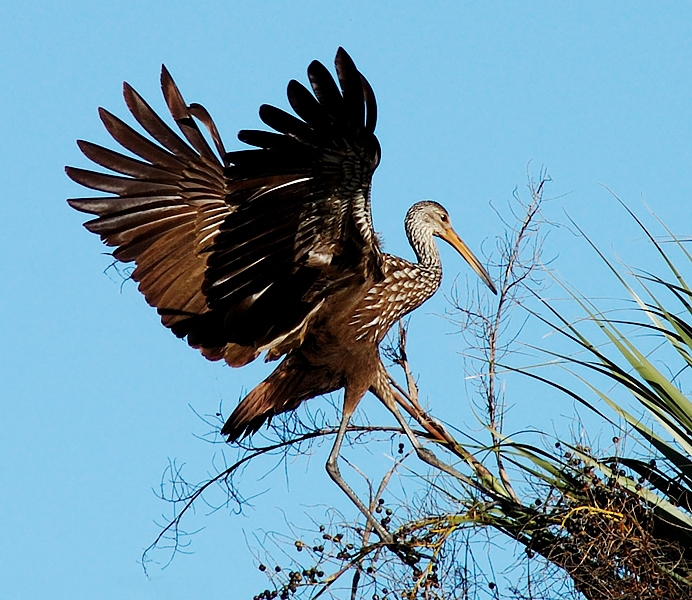
Landender Rallenkranich, die sichelförmige äußerste Handschwinge ist zu erkennen.

Der Rallenkranich erinnert durch seine Größe, den langen Schnabel und Hals sowie die langen Beine an einen Ibis. Die Körperlänge beträgt etwa 56 bis 71 cm, der nur unmerklich nach unten gebogene Schnabel ist zehn bis zwölf Zentimeter lang. Das Körpergewicht variiert je nach Unterart, Männchen der nördlichen Unterart pictus wiegen meist zwischen 1,13 und 1,37 kg, die Weibchen wiegen mit 1,05 bis 1,17 kg etwas weniger. Die breiten, an den Enden abgerundeten Flügel erreichen eine Spannweite von etwas mehr als einem Meter. Bemerkenswert ist die äußerste Handschwinge, die kurz und sichelförmig mit keulenförmiger Spitze ausgebildet ist und durch diese Form der Lauterzeugung bei Flügen zur Verteidigung des Territoriums dient. Der Steiß und ansetzende Steuerfedern des Rallenkranichs sind relativ kurz und breit, die zwölf abgerundeten Steuerfedern werden bei geschlossenen Flügeln abgedeckt und sind somit bei ruhenden oder laufenden Individuen nicht sichtbar.
Der lange, leicht abwärts gebogene Schnabel ist grünlich gelb und wird zur Spitze hin dunkel bis schwarz. Er zeigt in Anpassung an die spezielle Ernährung des Rallenkranichs einige Besonderheiten: Auf den letzten Zentimetern ist er leicht nach rechts gebogen, um ein Einführen des Schnabels in die rechtswindenden Gehäuse der Hauptnahrung, Apfelschnecken der Gattung Pomacea, zu ermöglichen. Hinzu kommt eine fast waagerechte Verdrehung der Spitze des Unterschnabels gegen die des Oberschnabels. So wird die Schnabelspitze durch Reibung ständig geschärft, die entstehende messerscharfe Spitze wird zum Knacken des Operculum der Apfelschnecken eingesetzt und durchtrennt den Schließmuskel. Vergleichbar gehen die zwei Arten der Klaffschnäbel vor, deren Schnäbel jedoch noch deutlich spezialisierter sind. Auffällig ist auch die bis fast zum Schnabelende reichende Zunge, die an ihrer Spitze in mehrere hornige Streifen aufgefasert ist, um Schnecken leichter aus ihren Gehäusen ziehen zu können.
Die Iris ist haselnussbraun. Die Beine sind lang und schlank, der Unterschenkel ist am Ansatz befiedert. Die Zehen tragen lange, scharfe Krallen. Sie sind schmal und wie bei Blatthühnchen sehr lang, die Mittelzehe erreicht eine Länge von 11 bis 13 cm. Die Vögel können daher sowohl auf schwimmender Vegetation umherlaufen als auch in Bäumen Halt finden und umherklettern.

### Färbung und Gefieder
Die Grundfarbe des Gefieders ist braun mit einem bronzefarbenen Glanz, je nach Unterart und Individuum treten Brauntöne von Umbra bis dunkel olivfarben auf. Die Federn an Kopf, Nacken, Brust und Schulter, auf dem Mantel sowie die Schulterfedern und Armdecken weisen entlang ihres Schaftes weiße, zur Federspitze schmal auslaufende Partien auf. Am Kopf und Nacken sind die weißen Anteile der Federn sehr kurz und schmal, was dem Vogel dort ein weiß gemasertes Aussehen verleiht. Ab der Nackenpartie jedoch sind die weißen Anteile der Federn länger und breiter, die Folge ist ein gröberes Muster aus Punkten, Dreiecken und Streifen.
Der Anteil der weißen Federpartien variiert je nach Unterart, die Nominatform guarauna beispielsweise weist unterhalb des Halses kaum Weiß auf. Im Hinblick auf das Gefieder zeigt die Art einen geringen Geschlechtsdimorphismus, die weißen Markierungen der Männchen sind vor allem bei der Unterart pictus etwas größer als die der Weibchen. Nachdem die Jungvögel ihr Dunengefieder im Alter von etwa fünf Wochen verloren haben, gleichen sie weitgehend den adulten Tieren, lediglich der Weißanteil ihres Gefieders ist geringer. Vor der Brutsaison mausern Rallenkraniche zwischen Februar und April, nach der Brutsaison erfolgt der Federwechsel zwischen August und November.

### Bewegung
Rallenkraniche sind gute Schwimmer und schnelle Läufer, auch können sie gut fliegen. Bei Gefahr fliehen die Tiere je nach Situation laufend oder fliegend, wobei sie laufend über kurze Strecken hohe Geschwindigkeiten erreichen. Um abzuheben, springen die Vögel zunächst in die Luft, bei Flügen über kurze Distanzen werden die Beine nicht angezogen und hängen unter dem Körper herab, nur bei Flügen über größere Strecken werden sie nach hinten ausgestreckt. Der Flug ähnelt dem der Kraniche, die Flügel werden kräftig und gleichmäßig etwa zweimal pro Sekunde tief herabgeschlagen. Während des Fluges ist der Hals nach vorn und leicht nach unten gestreckt, was der Art im Flug eine leicht bucklig wirkende Silhouette verleiht. Meist fliegen die Tiere nur kurze Distanzen, etwa um das Territorium zu verteidigen, jedoch werden gelegentlich auch kilometerlange Flüge unternommen, etwa wenn offene, deckungslose Flächen überwunden werden müssen. In diesen Fällen fliegen sie in einer Höhe von etwa 15 Metern und Phasen mit Flügelschlag wechseln sich mit Phasen des Segelns ab. Zur stets etwas abrupt wirkenden Landung streckt die Art nach einem Segelflug die Flügel nach oben und lässt sich aus geringer Höhe zu Boden fallen, nach dem Aufsetzen folgen oftmals noch einige schnelle Schritte, um Geschwindigkeit zu verlieren. Beim Laufen wird die Körperachse parallel zum Boden gehalten, der Hals weist senkrecht nach oben. Kopf und Nacken nicken bei jedem Schritt, insgesamt erinnern Rallenkraniche während des Laufens an Rallen. Rallenkraniche schwimmen gut, aber selten, liegen dann hoch im Wasser und heben Flügel und Steuerfedern während des Schwimmens leicht an, um diese vor Nässe zu schützen.

### Stimme
Rallenkraniche besitzen wie Kraniche eine sehr lange, gewundene Luftröhre, die in mehreren Windungen unter dem Brustbein liegt. Mittels dieses stark vergrößerten Resonanzkörpers produzieren die Vögel einen enorm lauten Ruf, der noch in über drei Kilometern Entfernung zu vernehmen ist und oft als unmelodisch beschrieben wird. Der Ruf der Männchen klingt wie ein spitzer, schriller Schrei und endet nach etwa zwei Sekunden mit einem leiser werdenden Quäken oder gurgelndem Knattern. Rufe werden fast immer mehrmals hintereinander ausgestoßen. Vor allem Männchen dient der Ruf zur Abgrenzung des Territoriums. Ein zweiter Ruf, der wie „kau“ klingt, wird von nicht verpaarten Männchen in der Brutsaison genutzt, um Weibchen anzulocken. Dieser Ruf ist kürzer und wird öfter, etwa einmal pro Sekunde, ausgestoßen. Dabei zeigen sich die rufenden Männchen äußerst ausdauernd, bis zu 80 Rufe werden hintereinander ausgestoßen, oft verstummen die Rufe stundenlang nicht. Weibchen sind vergleichsweise ruhig, ihr leiserer Ruf ist ein seltener vorgetragenes „gonn“, das genutzt wird, um andere Weibchen in der Brutsaison aus dem besetzten Brutterritorium zu vertreiben. Manchmal stimmen Weibchen in die Rufe eines Männchens ein. Mit verschiedenen glucksenden und klappernden Lautäußerungen verständigen sich adulte Vögel untereinander und warnen vor Prädatoren, Jungvögel rufen ihre Eltern mit einem zwitschernden „wiiitiii“, wenn diese sich zum Füttern der Brut nähern.

## Verbreitung und Lebensraum

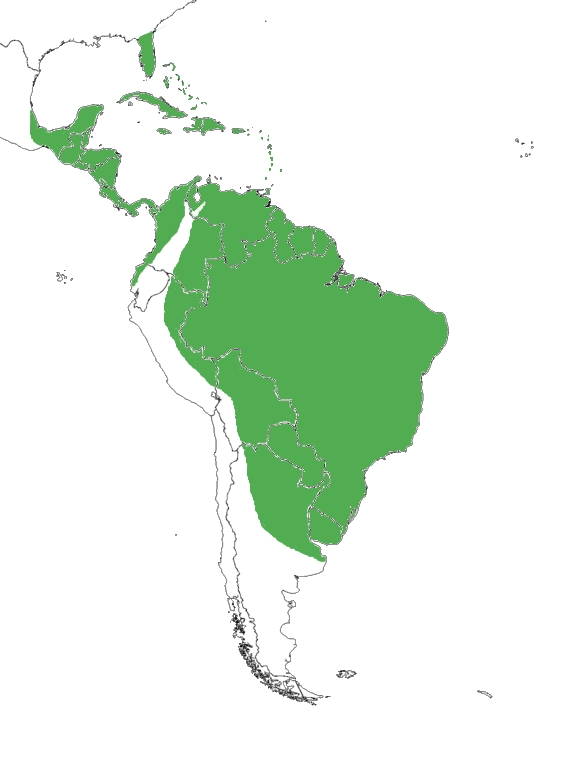
Verbreitungsgebiet des Rallenkranichs

Der Rallenkranich ist in vier Unterarten in den tropischen und subtropischen Gebieten Amerikas verbreitet. Die Unterart Aramus guarauna pictus lebt als nördlichste Unterart in Florida, auf Kuba und Jamaika, A. g. elucus ist auf Hispaniola und Puerto Rico verbreitet, A. g. dolosus im südöstlichen Mexiko bis Panama, A. g. guarauna schließlich lebt als südlichste Unterart in ganz Südamerika, nur im trockenen Westen, im Bereich der Anden und im äußersten Süden fehlt die Art.
Rallenkraniche leben in der Regel überall dort, wo sie ausreichend große Stückzahlen ihrer Hauptnahrung, der Apfelschnecken der Gattung Pomacea, finden. Dies sind meist im Inland gelegene, zum Waten nicht zu tiefe Gewässer und Feuchtgebiete wie die Everglades mit üppigen Vorkommen an schwimmenden Wasser- und Sumpfpflanzen, auf denen die Tiere auf der Suche nach Nahrung umherlaufen. In Teilen des Verbreitungsgebietes bewohnte der Rallenkranich in vergangenen Zeiten jedoch auch auf den ersten Blick weniger geeignete Habitate, so zum Beispiel in Puerto Rico Feuchtwälder in Hanglage oder Gebirgsflüsse auf Jamaika. Durch Zerstörung dieser Lebensräume sind derartige Vorkommen allerdings mittlerweile ganz oder weitgehend erloschen. In Mexiko sind Rallenkraniche auch im Bereich trockener Savannen und Wälder weit von der nächsten Wasserstelle entfernt anzutreffen. Gelegentlich werden überflutete landwirtschaftliche Flächen besucht, die aber nicht dauerhaft besiedelt werden.

### Streifgebiet und Zugverhalten
Männchen verteidigen ein Territorium von je nach Nahrungsangebot und Nistmöglichkeiten zwei bis vier Hektar Größe. Die mittels Lautäußerungen und Territorialflügen verteidigten Reviere der Männchen grenzen meist unmittelbar aneinander. Weibchen hingegen beteiligen sich nur in der Brutsaison am Verteidigen des Territoriums, vor allem, indem sie eindringende fremde Weibchen vertreiben. Territorien mit reichhaltigem Nahrungsangebot werden von Männchen ganzjährig besetzt und verteidigt, qualitativ schlechtere Territorien nur während der Brutsaison.
Als im Großteil ihres Verbreitungsgebietes verhältnismäßig standorttreue Vögel verlassen Rallenkraniche ihr angestammtes Territorium nur gezwungenermaßen, etwa wenn durch Trockenheit oder Überschwemmung keine Apfelschnecken mehr zu finden sind. In solchen Fällen sammeln sich die Tiere in größeren Scharen in nahe dem ursprünglichen Habitat gelegenen Gebieten, in denen sie nach wie vor Nahrung finden. Zwischen April und November, nach der Brutsaison, zeigen einige Vögel jedoch einen Drang zur Dismigration und legen teils einige hundert Kilometer lange Strecken in weiter entfernte Gebiete zurück. Individuen der brasilianischen Population sind oft Kurzstreckenzieher, die nach der Brutsaison die austrocknenden Gebiete verlassen und mit Beginn der Regenzeit zurückkehren. Ein ähnliches Verhalten wurde teilweise auch bei Weibchen der am besten erforschten Population Floridas nachgewiesen, obwohl die Wasserstände sich dort im Jahresverlauf nicht oder nur unwesentlich ändern. Männchen sind in Florida ganzjährig standorttreu.

## Lebensweise

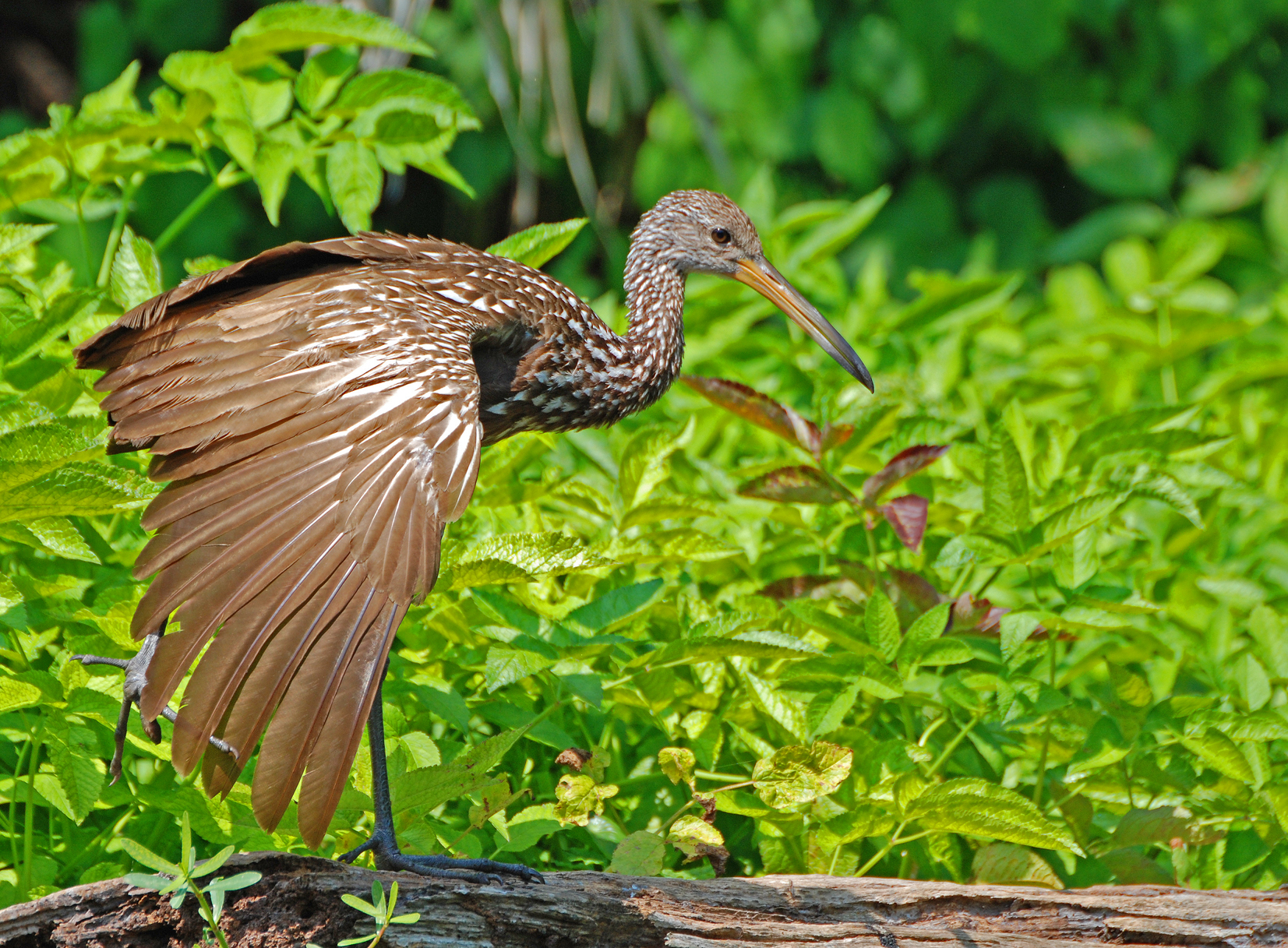
Komfortverhalten

### Aktivität und Komfortverhalten
Rallenkraniche sind vornehmlich tagaktiv, aber auch nach Einbruch der Dunkelheit können die Tiere auf der Suche nach Nahrung beobachtet werden. Nachts schlafen sie in kleineren Ansammlungen in Bäumen und höherer Vegetation. Um zu ruhen, stehen Rallenkraniche oft auf einem Bein, legen den Hals s-förmig zusammen und schließen die Augen. Nachts wird der Kopf manchmal unter dem Flügel verborgen. Bei direkter und starker Sonneneinstrahlung spreizen Rallenkraniche gelegentlich die Flügel ab, um sich zu sonnen.

### Ernährung
In weiten Teilen des Verbreitungsgebietes ist der Rallenkranich ein Nahrungsspezialist, der sich fast ausschließlich von Apfelschnecken der Gattung Pomacea ernährt. Zu weitaus geringerem Anteil besteht die Nahrung zudem aus Süßwassermuscheln und kleineren Schnecken. In weiter vom Wasser entfernten Gebieten frisst er landlebende Schnecken und kleine Echsen, Würmer sowie Insekten. Bei Mangel an Apfelschnecken werden auch Flusskrebse, Frösche und Geckos nicht verschmäht. Vor allem in Florida und Jamaika wird beobachtet, dass vor und nach der Suche nach Nahrung geringe Mengen verrottenden Holzes aufgenommen werden; der Grund für dieses Verhalten ist unbekannt.

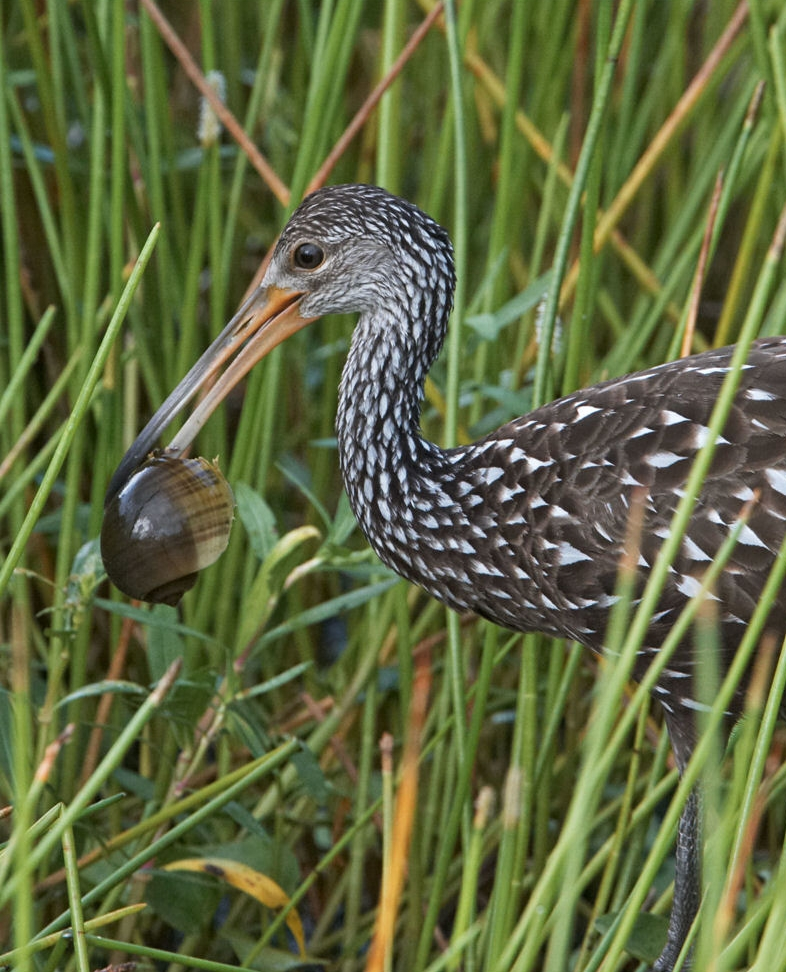
Rallenkranich mit bevorzugter Nahrung

In trockenen Gebieten und an Land fängt der Rallenkranich seine Futtertiere, indem er sie über kurze Strecken verfolgt und mit dem Schnabel schnappt oder im Fall von Schnecken sofort frisst. Wird die Nahrung in oder auf dem Wasser gesucht, so waten die Vögel durch das Wasser oder laufen mittels ihrer langen Zehen über schwimmende Vegetation. Mit dem Schnabel wird oberflächennahe Vegetation nach Schnecken durchforstet, der Gewässergrund wird mit teils unter Wasser befindlichem Kopf abgesucht. Futtertiere werden dabei sowohl mit den Augen anvisiert als auch über den Tastsinn gefunden.
Gefundene Schnecken und Muscheln werden zunächst im Schnabel festgehalten, bis der Vogel einen Standort mit festem Boden aufgesucht hat. Dort werden Schnecken so zurechtgelegt, dass die Öffnung des Gehäuses nach oben und die Spitze des Gehäuses zu den Füßen des Vogels weist. Ist das Operculum geschlossen, bricht der Rallenkranich mit wenigen gezielten Schlägen mit seinem Schnabel ein kleines Loch oder einen Spalt hinein, führt den äußerst scharfen und seitlich gebogenen Unterschnabel in das gewundene Gehäuse ein und durchtrennt dort den Schließmuskel. Sodann wird der Körper der Schnecke aus dem Gehäuse gezogen, bei weiblichen Schnecken wird das orangerote Vitellarium (Dotterstock) entfernt und die Schnecke schließlich gefressen. Der gesamte, vom Vogel äußerst präzise ausgeführte Vorgang dauert zwischen 10 und 20 Sekunden. Um Muscheln zu öffnen, bricht der Vogel an der Stelle ein Loch, an der sich die beiden Schalenhälften treffen, führt den Unterschnabel ein, durchtrennt den Schließmuskel und klappt die Muschel auf. Nur äußerst selten werden Schnecken oder Muscheln bereits am Fundort geöffnet und gefressen. Einzelne Individuen haben bevorzugte Standorte zum Öffnen ihrer Beute, dort bilden sich mit der Zeit oft kleine Anhäufungen leerer Schneckengehäuse und Muschelschalen.

## Fortpflanzung
Die meisten Bruten finden im nördlichen Verbreitungsgebiet zwischen Februar und Juni statt, die jamaikanische Population nistet in der Regel zwischen April und November, auf Kuba scheinen die Vögel ganzjährig zu brüten, in Costa Rica beginnt das Brutgeschäft in der Regenzeit im Juli und endet mit Beginn der Trockenzeit im Dezember. In Südamerika liegt die Brutsaison normalerweise zwischen August und Januar. Allerdings können im gesamten Verbreitungsgebiet ganzjährig Bruten durchgeführt werden, wenn ausreichend Nahrung vorhanden ist und der Wasserstand nicht zu hoch oder zu niedrig liegt.

### Paarbildung
Rallenkraniche bilden für eine Brutsaison feste Partnerschaften, Männchen und Weibchen weichen einander in dieser Zeit nicht von der Seite, bei der Nahrungsaufnahme und beim Schlafen halten die Tiere stets mit leisen, glucksenden Lautäußerungen Kontakt. Das Männchen baut zunächst mehrere provisorisch angelegte Nester, die es dem Weibchen anbietet. Unmittelbar vor Fertigstellung des vom Weibchen ausgewählten Nestes ist ein ausgeprägter Infantilismus des Weibchens zu beobachten, es kauert sich unter oder neben das Männchen und nimmt von diesem zuvor gefangene und vom Gehäuse getrennte Schnecken an.

### Nestbau und Neststandort
Rallenkraniche stellen keine speziellen Ansprüche an ihre Nistplätze. So werden Nester sowohl in dichtem Röhricht als auch in Baumkronen und auf Ästen angelegt, große Aushöhlungen in abgestorbenen Bäumen werden als Nistplatz ebenso angenommen wie verlassene Horste von Greifvögeln. Nicht selten wird das Nest auch direkt auf dem Wasser platziert, indem auf der Oberfläche treibendes pflanzliches Material zu einer schwimmenden Insel angehäuft wird. Auch das zum Nestbau eingesetzte Material variiert stark. Schwimmende Nester bestehen aus Wasserpflanzen, am Ufer oder in Bäumen befindliche Nester bestehen meist aus unmittelbar in der Nähe auffindbarem Material wie abgestorbenen Blättern, Zweigen und Gras. Spärlich mit Gras und Daunen ausgepolstert wird das Nest nur, wenn es größtenteils aus Zweigen besteht, schwimmende Nester werden fast nie gepolstert, das Nest besteht in diesen Fällen nur aus einer Mulde in der auf dem Wasser aufgetürmten Vegetation. Die an Land befindlichen Nester variieren im Durchmesser zwischen 40 und 60 Zentimetern und sind rund 20 Zentimeter hoch. Eine Mulde ist oftmals nur rudimentär angelegt, meist ist sie nicht mehr als eine leichte Vertiefung der Nestoberfläche.

### Gelege und Brut
Die Eier werden gelegt, nachdem das Weibchen eines der vom Männchen provisorisch angelegten Nester ausgewählt hat und beide Vögel das erwählte Nest zu Ende gebaut haben. Im Abstand von je einem Tag werden 4 bis 7 Eier gelegt, die etwa die Maße 60 × 44 mm aufweisen und 57 Gramm wiegen. Farblich unterscheiden sich selbst Eier eines Geleges mitunter recht stark und können sowohl sandfarben als auch grau sein, mit von hell- bis dunkelbraun variierenden Flecken. Die Brutzeit dauert etwa 27 Tage, Männchen und Weibchen brüten tagsüber zu gleichen Anteilen, nachts sitzt nur das Weibchen auf den Eiern.

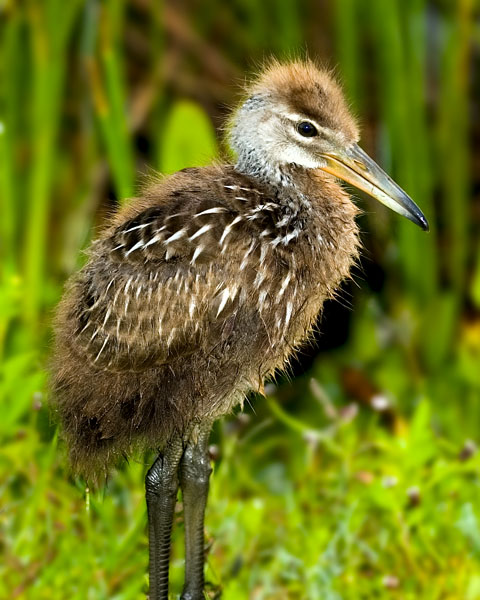
Junger Rallenkranich

Der Schlupf aller Küken erfolgt in einem Zeitraum zwischen 18 und 24 Stunden, als Nestflüchter folgen die gut schwimmenden und laufenden, zimtbraunen Küken den Altvögeln sofort zu einer zuvor neu angelegten, aus angehäuften Wasserpflanzen bestehenden Plattform auf dem Wasser. Schon nach etwa einer Woche wird neuerlich ein Ortswechsel vorgenommen. In den ersten Wochen nach dem Schlupf wirken die Beine der Küken überdimensioniert, die Flügel entwickeln sich erst spät bis zur Flugtauglichkeit. Nach etwa sechs Wochen haben die Jungvögel in etwa die Körpergröße und Proportionen der Elterntiere erreicht, lediglich der Schnabel ist noch kürzer und seine Spitze noch weniger stark gebogen. Gefüttert werden die Jungvögel bis zur achten oder neunten Woche, bereits in der sechsten Woche beginnt der dann schon zu kurzen Flügen fähige Nachwuchs, selbstständig und zunächst etwas unbeholfen nach Schnecken zu suchen und die richtige Technik zum Öffnen und Entfernen der Gehäuse zu erlernen.
Nachdem die Altvögel die Fütterung eingestellt haben, verlassen die Jungvögel den Verband und begeben sich allein auf Nahrungssuche. Junge Männchen beginnen bereits nach elf Wochen, im Territorium des adulten Männchens ein kleines Territorium zu verteidigen. Schließlich verlassen die meisten Jungvögel das Territorium der Eltern in einem Alter von 15 bis 17 Wochen und etablieren in einiger Entfernung eigene Territorien oder dismigrieren in weiter entfernte Gebiete. Nicht selten schreitet das adulte Paar danach zu einer zweiten Brut. Ist der Bruterfolg jedoch durch eine hohe Sterblichkeit der Jungvögel gering ausgefallen, so verlässt das Weibchen das Brutterritorium und ihren Partner oftmals, sobald die verbliebenen Jungvögel allein Nahrung zu sich nehmen und verpaart sich mit einem Männchen benachbarter Territorien.

## Systematik
Die systematische Stellung des Rallenkranichs war und ist Gegenstand wissenschaftlicher Diskussion. Zeitweise wurde der Rallenkranich den Hühnervögeln oder den Reihern zugeteilt. Später ging man lange Zeit davon aus, dass der Rallenkranich ein Bindeglied zwischen den Rallen und den Kranichen darstellt. Einige Aspekte der Anatomie, so zum Beispiel die verlängerte und gefaltete Luftröhre, der Osteologie, der Muskulatur und der Befiederung entsprechen eher den Kranichen. Die Morphologie des Schnabels und der Füße sowie Flügelform und -größe, der Aufbau des Verdauungstraktes und parasitologische Aspekte erinnern eher an Rallen. Sibley et al. stellten die Art nach phylogenetischen Untersuchungen zu den Binsenrallen. Neueste, auf phylogenetischen Untersuchungen beruhende Ergebnisse scheinen jedoch zu bestätigen, dass der Rallenkranich kein enger Verwandter der Binsenrallen ist. Die Art wird als Schwestertaxon der Kraniche angesehen.
Das älteste Fossil eines Mitglieds der Familie Aramidae wurde in einer 54 Millionen Jahre alten Gesteinsschicht in Wyoming gefunden. Andere, jüngere Fossilien wurden unter anderem in Argentinien, Patagonien und Nebraska gefunden, was eine weitere Verbreitung der Rallenkraniche in früherer Zeit beweist. Zwischen 1856 und 1934 wurde der Rallenkranich oft in eine nördliche, in Nord- und Mittelamerika lebende und eine in Südamerika lebende Art eingeteilt, diese Einteilung setzte sich in der Fachwelt jedoch nicht durch, sodass die Art Aramus guarauna heute in die vier Unterarten A. g. pictus (Meyer, FAA 1794), A. g. elucus Peters, JL 1925, A. g. dolosus Peters, JL 1925 und A. g. guarauna (Linnaeus, 1766) eingeteilt wird. Diese werden anhand kleiner Unterschiede in Körpergröße, Gefiederfarbe und Weißanteil des Gefieders unterschieden. Tiere der südlicheren Unterarten weisen generell weniger Weißanteil des Gefieders auf.

## Etymologie und Forschungsgeschichte
Die Erstbeschreibung des Rallenkranichs erfolgte 1766 durch Carl von Linné unter dem wissenschaftlichen Namen Scopolax Guarauna. Als Verbreitungsgebiet gab er Südamerika an. 1816 führte Louis Pierre Vieillot die neue Gattung Aramus ein. Dieser Begriff hat seinen Ursprung in αραμος aramos, deutsch ‚eine Reiher-Art, die von Hesychios von Alexandria beschrieben wurde‘. Der Artname guarauna leitet sich aus der Tupi-Sprache ab. Dort bedeutet das Wort Guaráuna ein schwarzer Sumpfvogel. Pictus stammt von lateinisch pictus, pingere ‚gemalt, malen‘ ab, elucus  von lateinisch elucus, lux, lucis ‚Schläfrigkeit, Licht‘ und dolosus von lateinisch dolosus, dolus ‚List, Täuschung, Arglist‘. Alfred Laubmann hatte für sein Werk Die Vögel von Paraguay keine Bälge zur Verfügung. In der Literatur fand er viele Nachweise für das Land, so z. B. Fortin Page am Río Pilcomayo, in Waikthlatingmayalwa im Gran Chaco ebenfalls durch Kerr, in Tebicuari durch Claude Henry Baxter Grant und in Monte Sociedad und im  Departamento Alto Paraná durch Arnaldo de Winkelried Bertoni. Zusätzlich erwähnte Laubmann Garza de la obscura azulada und Manduria ó Curucau del cuello jaspeado  von Félix de Azara als Nachweis für die Art. Für Laubmann war die Unterart Plegadis falcinellus guarauna Linnaeus, 1766 in Paraguay verbreitet. Eigentlich wäre das der Sichler (Plegadis falcinellus (Linnaeus, 1766)). Etwas später im Buch wird Aramus scolopaceus carau von Laubmann genannt. Aramus carau Vieillot, 1817 wird heute als Synonyme zu Nominatform bzw. als nicht klar identifizierte Hybride betrachtet. Vieillot bezog sich bei der Beschreibung auf Manduria ó Curucau del caráu von Azara. Ardea scolopaceus Gmelin, JF, 1789 gilt heute ebenfalls als Synonym zum Rallenkranich. Zur zweiten Erwähnung standen Laubmann zwei Bälge, gesammelt von Eugen Josef Robert Schuhmacher (1906–1973) in Nueva Germania und Puerto Casado, zur Verfügung. Außerdem sah er Río Monday und Rio Iguaçu und Fortin Nueva und in Puerto Pinasco im Departamento Presidente Hayes durch Alexander Wetmore. weitere Nachweise für das Land.

## Rallenkranich und Mensch
Überall im Verbreitungsgebiet ist der Rallenkranich wegen seiner unverwechselbaren Rufe und auch des wohlschmeckenden Fleisches bekannt. Auf Kuba nennt man ihn Guareáo, in Brasilien Carao oder Guarauna, in Costa Rica und Puerto Rico wird die Art Carrao genannt, jeweils in Anlehnung an den charakteristischen Ruf. Der englische Name limpkin (to limp = hinken) soll sich auf den angeblich hinkenden Gang der Rallenkraniche beziehen, obwohl diese Eigenschaft nicht sonderlich auffällig in Erscheinung tritt. Die Bewohner des Amazonasbeckens glauben, der Wasserspiegel steigender Flüsse steige nicht mehr weiter an, sobald der Rallenkranich zu rufen beginnt. Bemerkenswert ist, wie wenig scheu die Art sich gegenüber dem Menschen zeigt. Brütende Weibchen verlassen ihr Nest selbst dann nicht, wenn Beobachter direkt neben dem Nest stehen. Während der Besiedlung Floridas wurde den Vögeln ihre fehlende Angst zum Verhängnis, sie wurden oft aus nächster Nähe ihres wohlschmeckenden Fleisches wegen geschossen oder gar mit der Hand gefangen.

### Bedrohung und Schutz
Von der IUCN wird der Rallenkranich als nicht gefährdet gelistet, da er überall im Verbreitungsgebiet zumindest regional häufig anzutreffen ist, wenn geeignete Habitate vorhanden sind. In der Vergangenheit war dies jedoch nicht immer und überall der Fall. Anfang des 20. Jahrhunderts, mit der zunehmenden Besiedlung Floridas, wurde ein Großteil der dortigen Population ausgelöscht. Die Menschen schätzten das schmackhafte Fleisch des relativ großen Vogels, die Hobby-Jagd tat ihr Übriges. Ebenso wurden die Vorkommen auf Kuba, Haiti, Jamaika und in Puerto Rico durch Jagd dezimiert. In Puerto Rico waren vor allem die Populationen der bis heute nicht wieder besiedelten Hochländer betroffen, dort ist auch die eingeschleppte Goldstaub-Manguste und die Zerstörung des Hochland-Waldes für den Rückgang des Vorkommens verantwortlich. Stärker als in anderen Teilen des Verbreitungsgebiets wurden zudem in Florida Feuchtgebiete wie die Everglades trockengelegt, was noch in den 1950er Jahren zum Verlust tausender Brutpaare allein im östlichen Florida führte. Obwohl dieser negative Trend nicht in solch massiver Form anhielt, sank die Zahl der Brutpaare Floridas auch in den folgenden Jahrzehnten weiterhin, beispielsweise von 1966 bis 1993 um 9 Prozent. 2002 gab es in Florida zwischen 3000 und 6000 besetzte Territorien. Unabhängig von lokalen Bestandsrückgängen gilt der Bestand des Rallenkranich jedoch als gesichert, da nach wie vor große, unzugängliche Feuchtgebiete existieren, die der Art als Rückzugsgebiete dienen können. Neben der Entwässerung von Feuchtgebieten ist eine weitere potentielle Bedrohung die Besiedlung aquatischer Ökosysteme durch pflanzliche Neozoen, die die Nahrungspflanzen der Apfelschnecken verdrängen und somit auch dem Rallenkranich die Nahrungsgrundlage entziehen. Da vor allem in Südamerika Pestizide nach wie vor häufig eingesetzt werden, unter anderem, um Wasserstraßen frei von Bewuchs zu halten, stellen auch diese eine Gefährdung dar. Die Gifte sammeln sich im Körper der herbivoren Apfelschnecken und reichern sich letztlich auch im Körper der Rallenkraniche an.